# Dactylispa hamulufera
Dactylispa hamulufera es una especie de insecto coleóptero de la familia Chrysomelidae.
Fue descrita científicamente en 1922 por Gestro.